# سيرجيو أوغا
سيرجيو أوغا (بالإسبانية: Sergio Oga)‏ هو لاعب كرة قدم أرجنتيني في مركز الوسط، ولد في 15 سبتمبر 1981 في قرطبة في الأرجنتين. لعب مع سنترال نورتيه ‏.

## وصلات خارجية
- سيرجيو أوغا على موقع Soccerway.com (الإنجليزية)